# 埼英スクール
埼英スクール（さいえいスクール）は、株式会社埼英スクールが運営している学習塾である。埼玉県さいたま市に本部を置いている。

## 概要
主に、小学生と中学生高校生を中心として教えている。本部校舎は大宮本部校と東宮原本部校である。東宮原本部校が開校する以前は上尾本部校（現上尾西口校）を本社としていた。埼玉県と千葉県に教室を設置している。サイエイスクールだけではなく、SAIEIDuo・サイエイインターナショナル・SAIEILab・ココス英語幼児園などもある。

## 沿革
1971年
英語会話教室を上尾市に開校（現インター上尾校）
1978年
進学教室部を併設（上尾東口校開校）
1985年
東大宮校開校（宇都宮線初）  スピーチコンテスト開始
1993年
熊谷本部校開校
1995年
英検・漢検・数学検定合格者数12,000名達成
1997年
英検・漢検・数学検定合格者数12,500名達成
1999年
数学検定グランプリ受賞 英検・漢検・数学検定合格者数13,000名超える
2000年
ふじみ野校、インター南浦和校開校  漢検団体賞受賞、数学検定功労賞受賞
2001年
埼英スクール創立30周年  南浦和校開校 漢検団体賞受賞 テレビ埼玉　高校入試解説講座開始
2002年
北浦和校、インターふじみ野校、インター桶川校開校 漢検奨励賞受賞、数学検定グランプリ受賞
2003年
東浦和校、インター東浦和校開校 数学検定文部科学大臣奨励賞受賞
2004年
本社移転（さいたま市北区） 東宮原本部校開校
2005年
漢検特別賞受賞
2006年
ココス英語幼児園と業務提携  ふじみ野東口校、朝霞台校、戸田校開校
2007年
蕨校、おおたかの森校、東川口校、インターおおたかの森校開校  漢検特別賞・優秀団体賞受賞、数学検定グランプリ金賞・生涯学習功労賞受賞
2008年
四谷大塚NETふじみ野校、四谷大塚NET東浦和校、北戸田校、インター北戸田校開校  漢検特別賞・優秀団体賞受賞、数学検定グランプリ金賞・生涯学習功労賞受賞
2009年
川口校、武蔵浦和校、インター北越谷校、インター武蔵浦和校、  四谷大塚NET戸田校開校  漢検特別賞・優秀団体賞受賞、数学検定文部科学大臣賞・生涯学習功労賞受賞
2010年
大宮本部校、南流山校、インター朝霞台校開校
2011年
埼英スクール創立40周年  サイエイLab、インター大宮校開校
2012年
浦和校開校  漢検特別賞・数学検定グランプリ奨励賞・生涯学習功労賞受賞
2013年
日進宮原校、1トライ1ワクチン50,000本達成
2014年
サイエイDuo桶川東口校開校
2014年
サイエイスクール越谷レイクタウン校開校
2015年
サイエイスクール与野校開校
2016年
サイエイスクール吉川美南校開校
2018年
インター北野田台校開校（大阪）
2019年
放課後クラブ北浦和校、インターときわ台校開校・数学検定文部科学大臣賞受賞
2020年
サイエイスクール浦和美園校開校

出典：

## 校舎一覧
【サイエイスクール】
- 上尾西口校 1973年開校
- 北上尾校 1994年開校
- 朝霞台校 2006年開校
- 桶川西口校 1982年開校
- 川口校 2009年開校
- 東川口校 2007年開校
- 越谷レイクタウン校 2014年開校
- 浦和校 2012年開校
- 与野校 2015年開校
- 大宮本部校 2010年開校
- 東宮原本部校 2004年開校
- 日進宮原校 1983年開校
- 東浦和校 2003年開校
- 武蔵浦和校 2009年開校
- 東大宮校 1985年開校
- 北戸田校 2008年開校
- ふじみ野西口校 1999年開校
- ふじみ野東口校 2006年開校
- 吉川美南校 2016年開校
- 蕨校 2007年開校
- おおたかの森校 2007年開校
- 浦和美園校 2020年開校
- 北与野校 2021年開校

【中学受験部】
- 四谷大塚NET戸田校 2009年開校
- 四谷大塚NETふじみ野校 2008年開校

【サイエイDuo】
- 南浦和校 2000年開校
- 北浦和校 2002年開校
- 戸田下前校 2006年開校
- 上尾東口校 1978年開校
- 北本校 1981年開校
- 鴻巣校 1980年開校
- 熊谷校 1993年開校

【サイエイLab】
- サイエイLab 2011年開校

【サイエイ・インターナショナル】
- ときわ台校 2019年開校
- 南浦和校 2000年開校
- 北浦和校 1990年開校
- 武蔵浦和校 2009年開校
- 東浦和校 2003年開校
- 大宮校 2011年開校
- 北戸田校 2008年開校
- 川口校 2009年開校
- 東大宮校 1985年開校
- 上尾校 1971年開校
- 桶川校 2002年開校
- 朝霞台校 2010年開校
- ふじみ野校 2001年開校
- 越谷レイクタウン校 2014年開校
- 吉川美南校 2016年開校
- おおたかの森校 2007年開校
- 大阪北野田校 2018年開校

【放課後クラブ】
- 北浦和校 2016年開校
- 戸田下前校 2019年開校

【ココス英語幼児園】
- ココス英語幼児園 1978年開園

【閉校した校舎】
- 西上尾校
- 桶川東口校
- 北鴻巣校
- 深谷校
- 久喜校
- 花崎校
- 幸手校
- 蓮田校
- 東松山校
- 春日部校
- 鶴ヶ島校
- 南越谷校
- 南流山校
- サイエイ・インターナショナル川越校

出典：